# Schizomavella discoidea
Schizomavella discoidea is een mosdiertjessoort uit de familie van de Bitectiporidae. De wetenschappelijke naam van de soort is voor het eerst geldig gepubliceerd in 1859 door Busk.